# George Rawlinson
George Rawlinson, född 23 november 1812 i Chadlington, död 6 oktober 1902 i Canterbury, var en engelsk arkeolog och historiker, bror till Henry Rawlinson.  

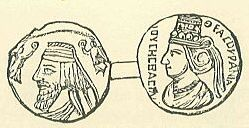
Mynt, teckning av George Rawingson.

George Rawlinson ägnade sig åt arkeologiska och teologiska studier, var 1861-1889 professor i antikens historia vid universitetet i Oxford (1861) och blev 1872 kanonikus i Canterbury samt 1888 kyrkoherde vid All Hallows-församlingen i London. Från 1876 var Rawlinson styrelseledamot i British Museum. Hans främsta arbeten är The five great monarchies of the ancient eastern world (3 band, 1862-67), Ancient history (1869) samt, i förening med brodern Henry, en översättning av Herodotos med kommentar (4 band; 3:e upplagan 1876).